# Michel Teló
Michel Teló (portuguès: Michel Teló de Nereira)  (Medianeira, 21 de gener de 1981) és un cantant i compositor brasiler. Va començar a fer-se famós al seu país formant part del grup brasiler Tradição on va donar a conèixer les seves millors cançons com Barquinho i Eu quero você. També toca l'acordió i l'harmònica.
L'any 2008 va decidir separar-se del grup i va llançar el seu primer disc en solitari Balada Sertaneja, l'àlbum no va agrada gaire i de fet no va entrar al llistat d'ABPD, però en canvi els seus senzills Ei, psiu beijo me liga i Amanhã sei lá van arribar a posicions importants al Billboard Hot 100. El 2010 va llançar el seu segon disc, aquesta vegada en viu, Michel Teló - Ao Vivo. D'aquest àlbum va treure tres senzills dels quals el més famós va ser Fugidinha, que va arribar a la primera posició de la Billboard Hot 100 del Brasil. L'àlbum va rebre una nominació pels premis Grammy Llatins. El 2011 va llançar el seu següent àlbum, Michel Na Balada durant la seva gira Fugidinha Tour.
El senzill principal d'aquest disc va ser el famós Ai se eu te pego, que va ser el seu segon número u a la Billboard Hot 100 del Brasil. Un temps després la cançó es va fer famosa a Europa, quan Cristiano Ronaldo i Marcelo van fer la celebració d'un gol ballant aquest single. Després d'aquest fet, va ser número u a l'estat espanyol, Alemanya i Itàlia. Segons la revista Forbes, la Fugidinha Tour va ser vista per 17 milions de persones i va recaptar 13 milions i mig d'euros aproximadament.

## Trajectòria

### 1997-2008: Grup "Tradição"
Michel Teló va començar la seva carrera professionalment a la dècada dels noranta, a un grup de música folk que es deia Guri. Poc després el van dir d'unir-se a la banda Tradição, una de les més importants de la música country, i va romandre a la banda onze anys, des del 1997 fins al 2008. Finalment la banda va decidir continuar amb un altre vocalista.

### Balada Sertaneja i Ao Vivo
El primer àlbum que va fer va ser Balada Sertaneja, els dos senzills més poupulars d'aquest àlbum van ser Ei, psiu! Beijo me liga i Amanhã sei lá. Un any després va publicar el seu segon àlbum, Ao Vivo, on va destacar la cançó Larga de bobeira, però sobretot va triomfar Fugidinha, que va arribar a ser número u a la Billboard Hot 100 del Brasil.

### Na Balada
El 18 de desembre de 2011 Michel Teló va llançar el seu segon àlbum en viu gravat a la gira Fugidinha Tour, el gener de 2012 el disc va ser rellançat a nivell mundial per Universal Music. El primer senzill d'aquest àlbum va ser el conegut Ai se eu te pego, que primer va ser un èxit a nivell nacional arribant a la primera pisició del Hot 100 Airplay del Brasil. Gràcies a futbolistes com Cristiano Ronaldo, Marcelo, Neymar, Marco Reus, Dani Alves o Eric Abidal…, que la van donar a conèixer a Europa, va convertir-se en un èxit mundial. Eu te amo e Open bar i Humilde residência també van ser llançats com a senzills al Brasil i van arribar a la posició 89 i 26 respectivament a la Billboard Hot 100 del Brasil.

### Altres treballs
Després de l'èxit viral de Na Balada, el paranaense ha continuat publicant nous àlbums, amb una repercussió molt menor. Des de 2015 és un dels coaches que ha participat en els diversos formats del programa The Voice Brasil.

## Vida personal
Michel Teló es va casar amb l'odontòloga Ana Carolina Lago. Es van conèixer l'any 2007 quan Michel encara era al grup Tradição. L'any 2012 van oficialitzar el seu divorci.

## Discografia

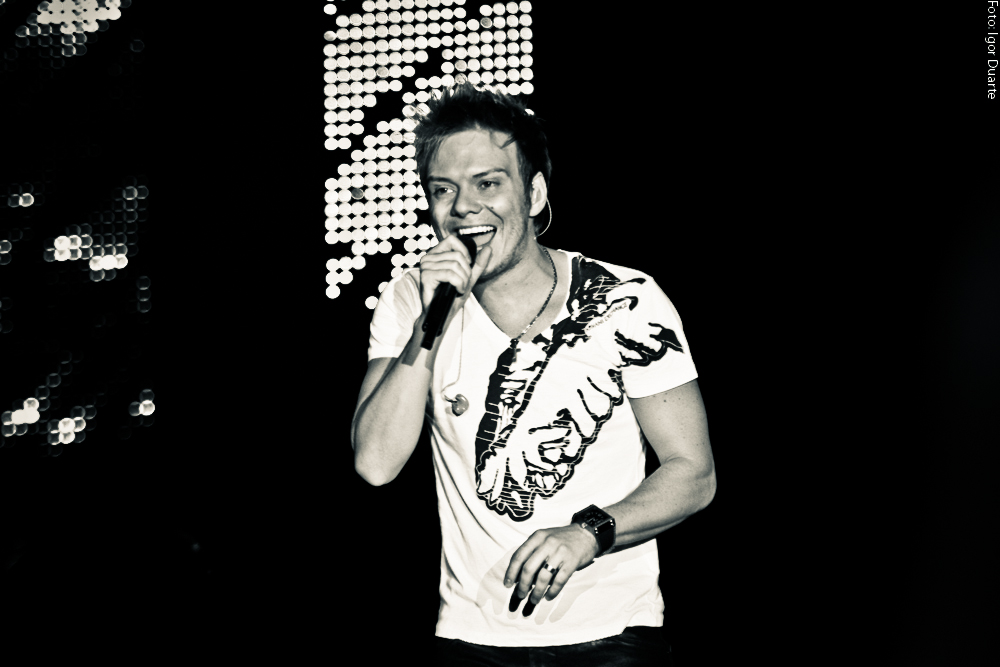
(2011)

- Balada Sertaneja (2009)
- Michel Teló - Ao Vivo (2010)
- Na Balada (2011)
- Sunset (2013)
- Bem Sertanejo (2014)
- Baile do Teló (2015)
- Bem Sertanejo - O Show (2017)
- Churrasco do Teló (2019)
- Pra Ouvir no Fone (2020)